# 無綫電視
無綫電視（むせんでんし）は、香港の民放テレビ局である。法人の名称は電視廣播有限公司 (Television Broadcasts Limited、日本語訳：テレビ放送株式会社)。略号はTVB。香港初の地上波テレビ局として1967年に放送を開始、1972年に全面カラー放送化を達成。1991年にはステレオ放送を開始した。
香港域内向けにアナログ放送の広東語と英語各1チャンネルの放送を行うほか、無料地上波デジタル放送や有料放送チャンネルが数チャンネルあり、さらに国外の華僑・華人向けに、衛星放送、ケーブルテレビや自社開発のIPTVである「MyTV Super」と「TVB Anywhere」を通じて放送を行っている。

## 歴史

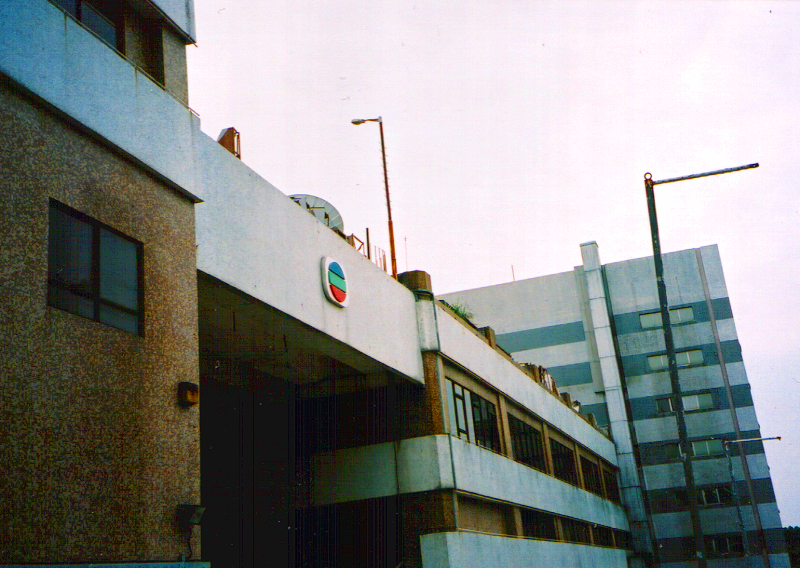
西貢清水湾の旧電視城 (TV City)

1965年、香港政庁は、新たに地上波テレビ放送免許を与えることを計画し、放送事業者の募集を行った。6事業者が免許申請した結果、TVBの前身である香港電視が免許を獲得した。広東語で放送する翡翠台と、英語を中心に放送する明珠台の2チャンネルで、1967年11月19日に放送開始した。「無線テレビ」を意味する無綫電視という中国語の通称は、先行したテレビ局・麗的映声（後の亞洲電視 〈ATV〉）が、無綫電視の放送開始当時、有料の有線放送だったこととの対比から来ている（「綫」は、線の異体字）。
当初は免許取得の条件として、一定の割合で海外の放送局の番組を購入して広東語に吹き替えて放送することになっており、香港で制作される番組は少なかったが、1980年にその条件が撤廃されてからは、地元制作番組が増加した。この年に、経営権が香港の映画制作会社ショウ・ブラザーズの社長で、会社創業者でもあった邵逸夫に移ってからは、経営の主力を映画から無綫電視に移し、局舎の移動や放送設備の更新を行い、番組制作能力の向上が図られた。
1973年には麗的映声が無料の地上波テレビに転換し麗的電視となり、1975年には佳藝電視 (CTV) が開局する。香港の地上波テレビ局は3社になり、視聴率争いも激烈を極めたが、佳藝電視は1978年に倒産。無綫電視は、ライバルの亞洲電視や1993年に開局して2024年まで続いたケーブルテレビ局・有線電視の番組の影響を受け、さまざまな問題や批判を受けながらも、長年にわたって香港で視聴率トップの座を維持している。

## 課題と今後
一方、制作費の増加や世界的な経済不況の影響で経費削減を余儀なくされており、制作部門を中心に人員削減が行われている。
報道姿勢については、2009年6月4日の六四天安門事件20周年で大規模な市民集会が行われた際、特別番組を編成した亞洲電視に対して、定時のニュース番組で扱うだけにとどめた報道姿勢に、香港市民から批判の声が上がった。中国共産党に配慮した報道内容に変貌しつつあるとの批判がある。
社会的には、TVB有料放送への加入を誘う高齢者を狙った悪質なセールスが社会問題となった。2009年7月にはTVB有料放送と強制的に契約をさせられた加入者が自殺する事件まで発生した（ 参考報道記事）。政府では、契約時の契約方法の変更などの対策を実施する方針を明らかにしている。
さらに2010年3月には、CEOの陳志雲ら経営陣5人が、背任の疑いで廉政公署に逮捕されたが、有罪とならずに経営陣に復帰する事件が発生した。
2014年香港反政府デモが盛んになると、無綫電視の政府寄り偏向報道や民主派側に立つ表現をタブーとする局の姿勢が顕著になり、市民からの反感および批判が激しくなっている。
亞洲電視が、いわゆるゴールデンアワーに海外製作ドラマや時事討論番組やドキュメンタリー番組を中心に放送し、ドラマとバラエティ番組が中心の無綫電視にとっては脅威となる番組がなかったためか、無綫電視製作の番組も、コンセプトや出演者が似たり寄ったりのドラマや、料理関係の番組、または主に日本や台湾などで放送された番組を放送権を購入してリメイクするか、あるいは内容を少し変更して別の番組としたもの、あるいはゲーム番組が放送され、マンネリ化や内容の低俗化が指摘されている。
香港特区政府は、このような状況を改善し、放送局間の競争を促進するため、2009年に新たに2局の無料放送（地上波ではない）の免許発行を行う計画を発表した。2013年には、有線電視系の奇妙電視（香港開電視、後のHOY）とPCCW系の香港電視娯楽（港娯・ViuTV）に免許を交付する方向が固まった。無料放送を実施するためには常に番組製作と放送を続ける体力が必要とされるなか、港娯については2015年4月1日付けで12年間の無料放送免許が交付され、2016年4月6日から広東語で、2017年3月31日から英語でそれぞれ無料放送を行っている。2016年の段階で放送開始の見通しが立っていなかった奇妙電視は、2017年5月14日から広東語で、2018年7月30日から英語で正式に放送を開始した。
亞洲電視の番組制作能力が低下したことから、無綫電視の一人勝ち状態となる「一台獨大」状態が続いた。このため無綫電視の香港芸能界に対するゴリ押しも目立つようになり、2008年には、四つの大手芸能プロダクションとの間で、音楽著作権料の交渉が決裂し、無綫電視がプロダクション所属歌手を自局製作番組に出演させないことを発表した。出演禁止は長く続き、2012年に解決するまで、多くの歌手が無綫電視の番組からは姿を消し、亞洲電視の番組に出演した。一部の番組では当該プロダクションが著作権を持つ楽曲の差し替えも発生した。
2013年には、無綫電視と所属芸能人との間で結ばれていた契約条項に含まれる「無綫電視以外の放送局の番組から取材を受ける場合は、広東語以外の言語で対応する」などの芸能人に不利な出演契約の変更を芸能人側が裁判に訴え、無綫電視側が敗訴したことは、多くの芸能人に歓迎された。
2015年4月には亞洲電視に対する地上波放送免許の更新が認められず、亞洲電視が使用していた周波数は2016年4月以降、香港電視娯楽と香港電台（港台・RTHK）に引き継がれた。
2016年10月、中国大陸のメディア王で中国共産党党員 の黎瑞剛が無綫電視の副会長およびショウ・ブラザーズ会長に就任した。

## 視聴者層
視聴率は現在も高いものの、近年は視聴者離れが指摘されている
ライバル局であった亞洲電視（ATV）が、2000年以降の中国資本参入による混乱で長期低迷状態に陥った頃から「一台獨大」と呼ばれる1強状態となった。競争相手の弱化により、TVB製作番組や出演者のマンネリ化や、番組内容の低俗化が見られるようになり、報道姿勢が香港政府・中国共産党寄りに変わったことから、知識層や若者層のTVB離れが進み、主な視聴者層は習慣的にTVBのチャネルを選択する低所得者層や高齢者層、在宅の主婦層などとなっていった。
2014年香港反政府デモが盛んになり、TVBの政府寄り偏向報道や民主派側に立つ表現をタブーとする局の姿勢が明確になると、もともと知識層および若者層に広がっていたTVB嫌悪の傾向がさらに顕著となった。2015年1月に『明報』が調査したアンケート集計結果によると、デモに反対する政府支持層の80%以上は、TVBを主な情報源とする低所得者層や高齢者層であり、反対に高学歴者や若年層が多いデモ支持層はTVBを全く見ないという結果が出ている。
2015年4月1日、ATVの2016年4月以降の放送免許更新が打ち切られたことで、一時は香港の地上波放送は実質的にTVB1局のみの状態に陥る可能性が高くなり、さらなる視聴者離れが懸念されていたが、2016年4月2日に香港電台（RTHK）、4月6日には香港電視娯楽（ViuTV）が相次いで地上波放送を開始した。

## 特色
本社は、2003年に落成した電視廣播城 (TVB City) にある。新界の将軍澳にあって、スタジオや衛星放送用送信設備などを備えており、公開番組の収録なども行われている。
自社にタレント養成所を持ち、これまでに数多くの有名俳優や歌手を輩出している。香港の俳優や歌手の場合、一部の大物を除いて、亞洲電視か無綫電視のどちらかと専属契約を結んでいるため、いかに著名なタレントを多く抱えるかが重要となっている。現在映画界で活躍している俳優にも無綫電視出身者が多く、チョウ・ユンファ（周潤発）やアンディ・ラウ、周星馳などが代表格である。無綫電視が主催しているミス・コンテスト香港小姐（ミス香港）出身の女優も多い。
株式を香港証券取引所に上場している。長年、香港の映画会社ショウ・ブラザーズの創業者の1人である邵逸夫が筆頭株主で、1980年以来会長（行政主席）職を務めてきた。2000年代後半から、邵が会長退任と持ち株の売却を考えているとたびたび報道されていた。邵は102歳を迎えた2009年末をもって会長職を退き、非執行会長（非執行主席）となって、代わりに邵の夫人である方逸華が後任の会長に就いた。その後も持ち株の売却についての動向が注目されていた。2011年に株式の多くを新たな株主や団体に売却した結果、大株主の座からも退いた。邵は2014年1月7日に106歳で死去したが、一族は引き続き一部の株式を保有している。

## 報道姿勢
TVBはイギリス領時代に中国共産党に対して批判的な報道が多かったが、2009年ごろに報道大改革を行い、香港政府および中国政府寄りの報道姿勢を強めている。
基本的には、中国政府に都合の悪い事件や社会問題についての報道であっても、現場中継を交えて放送されており、報道の自由は保たれているものの、中国政府の発表や中国政府首脳による演説や外遊などを、ニュース番組の冒頭で逐一報道するようになり、その一方で政府批判のトーンを弱めるなど、偏った報道姿勢になりつつあると批判を招いている。
2009年6月4日に香港のヴィクトリアパークで開かれた大規模な六四天安門事件の20周年追悼集会では、亞洲電視が特別番組を編成したのに対し、無綫電視の翡翠台では、わずかな時間のみの報道にとどまったこと から、視聴者や新聞報道により批判され、国営テレビ中国中央電視台 (CCTV) と同じ立場にあるとして「CCTVB」と揶揄された。生放送の中継リポーターの後ろに無綫電視のスローガンをもじった紙を掲げて批判する市民が立ち、そのままニュース番組で放送されたが、直ちに無綫電視公式サイトからはこの映像が削除された。
一方、2009年に発生した新疆ウイグル自治区での騒乱事件に際しては、無綫電視の記者が中国当局に連行された上で取り調べを受ける事件が発生し、それに対して放送記者が中国共産党の姿勢に対して抗議のデモを行うなどしている。
2017年度に行われる行政長官選挙の普通選挙を求める民主派学生による「2014年香港反政府デモ（香港占拠）」では、デモ参加者を連行した香港警察の警察官が建物の陰で参加者を暴行する現場を撮影、早朝には放送されたが、その後、上層部の指示によって報道内容が言い換えられた。そのため、報道部門をはじめとする有志が抗議文を公開した（報道部門の記者やカメラマンも暴行を受けて機材が破損するなどした）。しかし無綫電視では、その後抗議文を提出した社員有志に対して処分を行った。
2019年に逃亡犯条例改正案を発端に起こった民主化デモでは、警察がデモ隊に催涙弾を投げる場面などがほとんど放送されなかったり、デモに参加したり支持したりするような言動を行った社員を大量解雇している。

## 中国本土での放送
無綫電視は、1日の全番組を中国広東省各地のケーブル局を通じて配信しており、本土側の視聴者も多いといわれている。中国共産党への批判や民主化問題、中国各地での騒乱事件（チベット・ウイグル問題を含む）など中国当局にとって好ましくない話題では、中国人の被害や共産党政権がとった対策などは放送されるが、当局や中国人側の問題については、その部分を香港政府の政府広報に差し替えて配信している。こういった場合、差し替えられた部分は、唐突に番組が中断されてCMが流され、再びニュースに戻るという不自然な放送となっている。時間帯によっては、香港で流されているCMを地元放送局がその地区のCMに差し替えて放送しているが、切り替えのタイミングが合わずに番組の冒頭が欠けるなどの問題もあり、中国本土の視聴者からは、なぜニュースや番組をカットするのかと批判を受けている。ただしこれには香港と中国の政治体制とメディア規制の違いが複雑に絡み、中国での配信は中国の規制が適用される事象の一つである。

## インターネット放送
インターネット向け放送として、ニュース専門チャンネル互動新聞台（TVB iNews）が、無綫電視ウェブサイト内で24時間放送されており、その中で『香港早晨』や『六點半新聞報道』などの地上波で放送されている番組を同時放送の形で見ることが可能である。HDTVチャンネルである「高清翡翠台」の放送の配信も再開されている。それ以外の翡翠台や明珠台の番組は、インターネット向けには配信されていないが、無綫電視ウェブサイト内の「MyTV」やYouTubeの「TVBチャンネル」で、放送済み番組のダイジェスト版や予告編を見ることができる。
なお2012年後半から、無綫電視公式サイト上で提供されているインターネット配信を視聴できるのは、香港域内のIPアドレスに制限されており、日本から視聴しようとすると、「著作権保護のため、配信不可」とのメッセージが表示され、視聴できなくなっていた。2015年現在、互動新聞台（TVB iNews）のみ視聴可能な状態となっている。

## 日本の番組からの影響
1967年の放送開始以来、日本のテレビ局から数多くのドラマやアニメを購入し、広東語に吹き替えた上で翡翠台とJ2台で放送しており、人気を集めている。
最近では、翡翠台では広東語に吹き替え後のアニメ番組やドラマを放送しているほか、『ナニコレ珍百景』の放送権を購入し、映像素材を使用して新たにスタジオ収録部分を制作して放送した番組『千奇百趣』が人気を呼んでいる。J2チャンネルでは、NHKの『東京カワイイ★TV』のようなファッション関連の番組や、テレビ朝日の『ミュージックステーション』、日本のテレビドラマを、字幕付きで日本語のまま放送している。
一方で、自社制作のバラエティ番組などに明らかに日本など他国の番組などを模倣した番組が多く、一部に批判がある。料理バラエティ番組『美女厨房』 という『愛のエプロン』（テレビ朝日）とほぼ同じ内容の番組では、女性ゲストが食べられないものを作ることで笑いを取ろうとする低俗さと、食べ物を吐き出す、捨てるなど粗末にすることに対して視聴者から苦情が寄せられているが、視聴率も良く、人気番組となっていた。香港の俳優エリック・ツァンが司会を務め、1995年より断続的に放送されているゲーム番組「奨門人」シリーズは、番組スタッフが日本のゲーム番組を研究して番組を制作していると語っており、食物を使ったゲームなども根付いている。
主に香港在住（在港）外国人向けに放送している明珠台では、多くの番組が英語で放送され、最近では標準中国語（普通話）の番組も増えてきつつあるが、かつては英語が母語ではない外国人向けに、各国で制作された番組を広東語に吹き替えずにそのまま放送する時間帯が存在した。
在港日本人向けには、毎週日曜日の午前に、日本の日本テレビ放送網で制作された週間トピックス番組「NNN Weekly Magazine」と、日本テレビ制作のバラエティ番組を吹き替えなしにそのまま放送する『Japanese Hour』という番組が放送されていた。2001年に、明珠台で毎週日曜日に香港公開大学の放送が始まったのを契機に、放送時間変更などを経て、扱っていた日系広告代理店が番組名『Japanese Hour』と協賛スポンサー企業等は変更せずに、番組をそのまま亞洲電視に移動して放送を継続した。その後『JP TIME TV（日語大放送）』と改題し、主に香港・マカオ住民向けに日本の観光情報を紹介する番組にリニューアルされた。2016年4月1日の亞洲電視の地上放送停波後は香港電視娯楽に再び移動して「Go!Japan TV（日本大放送）」として番組を継続している。

## 天気予報
ニュース番組『六點半新聞報道』（翡翠台）、『普通話新聞報道』『News At 7:30』（明珠台）に続いて放送される天気予報『天氣報告 / Weather Report』では、香港地区の翌日の天気の概況を、人の行動を描写したアニメーションで伝える。なおアニメーションの登場人物は、天氣先生、英語ではFreddyと呼ばれており、1980年代の初登場以来、香港の住民にはおなじみのキャラクターとなっている。

## チャンネル
- 地上波放送としては、広東語の放送を行う翡翠台 (TVB-Jade) と、主に英語番組（最近は、標準中国語である普通話による放送も増加しつつある）を放送する明珠台 (TVB-Pearl) の2波に加え、2007年末からは、DMB-T/H方式によるHDTV放送によって、翡翠台とほぼ同じ番組を放送する高清翡翠台（英語：TVB HD Jade）[10]、2008年6月からは、若者向けに日本のファッション番組や、人気ドラマやアニメ番組などを中心に編成されたJ2と、MHEG-5双方向サービスを含むニュース専門チャンネルiニュース（英語：TVB iNEWS, 中国語：互動新聞台）[11] のチャンネル二つが加わり、合計5波が放送されている。
- 有料放送は、傘下の衛星放送・IPテレビ事業者「無綫網絡電視 (TVB NETWORK VISION)」によって契約家庭に配信されている。ニュース専門チャンネルやドラマ専門チャンネルなど、合計9チャンネルが放送されている。
- 国外向けの衛星放送は、以下の通り。
  - アジア周辺在住の華人向け普通話放送 (星河頻道・TVB8)
  - 広東語放送（翡翠衛星台・華麗台）
  - オーストラリア在住の香港出身者向け放送（自社運営の衛星放送として放送）
  - ヨーロッパ在住の香港出身者向け放送（無線衛星台）
  - アメリカ合衆国在住の香港出身者向け放送（翡翠美東台・翡翠美西台）
  - カナダ在住の香港出身者向け放送（新時代電視）
- このほか台湾向けに無線衛星電視台 (TVBS) があり、4チャンネルが放送されている。
- 日本ではTVB大富としてスカパー!の782Chで放送されていたが、2011年9月1日に終了している。

## 歴史
- 1967年11月19日 - 午前9時から放送のマカオグランプリ実況中継より、正式放送を開始
- 1971年 - ショウ・ブラザーズとの合弁により、タレント養成所を開設
- 1972年 - 全面カラー放送化
- 1973年 - 第1回ミス香港開催
- 1991年 - ステレオ放送開始
- 1998年 - 衛星放送開始
- 2004年 - 有料放送開始
- 2007年12月31日 - デジタル放送および高清翡翠台放送開始
- 2008年6月30日 - J2台放送開始
- 2016年2月22日午前3時 - J5台放送開始、高清翡翠台放送終了
- 2020年11月30日夜11時59分 - アナログ放送停波、デジタル放送に完全移行した

## 主な番組

### 自局制作ドラマ
- 真情
- 上海灘
- 射鵰英雄伝
- 神雕侠侶
- 義不容情
- 大時代
- 刑事偵輯檔案シリーズ
- 壹號皇庭
- 天地豪情
- 他來自江湖
- 鑑證實錄
- 天地男兒
- 妙手仁心シリーズ
- 創世紀
- 陀槍師姐シリーズ
- 西遊記
- 男親女愛
- 皆大歡喜
- 封神榜
- 金枝慾孽
- 我的野蠻奶奶
- 女人唔易做
- 溏心風暴シリーズ
- 天涯俠醫
- 心花放
- 法證先鋒
- 歳月風雲
- 同事三分親
- 太極
- 最美麗的第七天
- 和味濃情
- 野蠻奶奶大戰戈師奶
- 金石良緣
- 古靈精探
- 原來愛上賊
- 銀樓金粉
- 法證先鋒II
- 學警雄心シリーズ
- 廉政行動シリーズ
- 難兄難弟シリーズ
- 烈火雄心シリーズ
- 廟街・媽・兄弟
- 老表シリーズ
- 天と地
- 愛・回家
- 跳躍生命線

### 海外制作ドラマ
- プロポーズ大作戦
- 華麗なる一族
- のだめカンタービレ
- 1リットルの涙
- 14才の母
- 東京タワー
- 夜王
- 冗談じゃない!
- 海猿
- 結婚できない男
- 女王の教室
- トップキャスター
- 電車男
- 大奥
- エンジン
- HERO
- 鬼嫁日記
- 西遊記
- 熱烈的中華飯店
- 天国の階段
- 大長今
- ニュースの女
- GOOD LUCK!!
- ひとつ屋根の下
- ガリレオ
- SP
- ラスト・フレンズ

...

### 特撮
- ウルトラシリーズ
  - ウルトラQ
  - ウルトラマン
  - 帰ってきたウルトラマン
  - ウルトラマングレート
  - ウルトラマンパワード
  - ウルトラマンティガ〜ウルトラマンメビウス
- 仮面ライダーシリーズ（『アギト』と以前の作品は亜洲電視で放送）
  - 仮面ライダー龍騎〜仮面ライダー鎧武/ガイム
- スーパー戦隊シリーズ（一時期は亜洲電視で放送されていたこともある）
  - 光戦隊マスクマン
  - 高速戦隊ターボレンジャー〜恐竜戦隊ジュウレンジャー
  - 電磁戦隊メガレンジャー
  - 星獣戦隊ギンガマン
  - 百獣戦隊ガオレンジャー〜侍戦隊シンケンジャー
  - 海賊戦隊ゴーカイジャー〜手裏剣戦隊ニンニンジャー
  - 宇宙戦隊キュウレンジャー〜機界戦隊ゼンカイジャー
- メタルヒーローシリーズ
  - 超人機メタルダー
  - 特警ウインスペクター
  - 重甲ビーファイター
  - ビーロボカブタック
- 電光超人グリッドマン
- スーパーヒューマン・サムライ・サイバー・スクワッド
- パワーレンジャー・ターボ
- VR Troopers
- 超星神シリーズ
  - 超星神グランセイザー
  - 超星艦隊セイザーX
- 超光戦士シャンゼリオン
- 大鉄人17
- 燃えろ!!ロボコン
- ブースカ! ブースカ!!

...

### アニメ
- ドラえもん
  - テレビ朝日版第1期
  - テレビ朝日版第2期
- ガンダムシリーズ（『V』『∀』以外すべてのテレビシリーズ及び劇場版、OVA）
- ちびまる子ちゃん
- セーラームーンシリーズ（全作）
- 勇者シリーズ
  - 太陽の勇者ファイバード〜勇者王ガオガイガー
  - 勇者王ガオガイガーFINAL
- 愛天使伝説ウェディングピーチ
- ポケットモンスターシリーズ（第54〜157話は亞洲電視で放映された）
- 逮捕しちゃうぞシリーズ
- カードキャプターさくら
- デジモンシリーズ（デジモンアドベンチャー〜デジモンアドベンチャー:）
- おジャ魔女どれみシリーズ（劇場版、『ナ・イ・ショ』を含む全作）
- とっとこハム太郎
- スーパードール★リカちゃん
- だぁ!だぁ!だぁ!
- コメットさん☆
- 鋼の錬金術師
- 超重神グラヴィオン
- 明日のナージャ
- ケロロ軍曹
- あたしンち
- ヒカルの碁
- ちっちゃな雪使いシュガー
- 鋼鉄天使くるみ
- ぴたテン
- ロックマンエグゼシリーズ
- 無人惑星サヴァイヴ
- カレイドスター
- デ・ジ・キャラットシリーズ
  - デ・ジ・キャラット劇場 ぴよこにおまかせぴょ!
  - Di Gi Charat 星の旅
  - Di Gi Charat お花見すぺしゃる
  - Di Gi Charat サマースペシャル
  - Di Gi Charat
  - デ・ジ・キャラットにょ
  - Di Gi Charat クリスマススペシャル
  - Di Gi Charat 夏休みスペシャル
  - Di Gi Charat 梅雨スペシャル
  - ぱにょぱにょデ・ジ・キャラット
- マーメイドメロディー ぴちぴちピッチ
  - マーメイドメロディー ぴちぴちピッチ ピュア
- 真・女神転生Dチルドレン ライト&ダーク
- ツバサ・クロニクル
- 焼きたて!! ジャぱん
- 甲虫王者ムシキング
- 陰陽大戦記
- プリキュアシリーズ
  - ふたりはプリキュア
  - ふたりはプリキュア Max Heart
  - 映画 ふたりはプリキュア Max Heart
  - 映画 ふたりはプリキュア Max Heart 2 雪空のともだち
  - ふたりはプリキュア Splash Star
  - 映画 ふたりはプリキュア Splash Star チクタク危機一髪!
  - Yes!プリキュア5
  - 映画 Yes!プリキュア5 鏡の国のミラクル大冒険!
  - Yes!プリキュア5GoGo!
  - 映画 Yes!プリキュア5GoGo! お菓子の国のハッピーバースディ♪
  - フレッシュプリキュア!
  - 映画 プリキュアオールスターズDX みんなともだちっ☆奇跡の全員大集合!
  - 映画 フレッシュプリキュア! おもちゃの国は秘密がいっぱい!?
  - ハートキャッチプリキュア!
  - 映画 プリキュアオールスターズDX2 希望の光☆レインボージュエルを守れ!
  - 映画 ハートキャッチプリキュア! 花の都でファッションショー…ですか!?
  - スイートプリキュア♪
  - スマイルプリキュア!
  - ドキドキ!プリキュア
  - ハピネスチャージプリキュア!
- ガラスの仮面 (2005)
- アイシールド21
- シュガシュガルーン
- アニマル横町
- ふしぎ星の☆ふたご姫
  - ふしぎ星の☆ふたご姫 Gyu!
- IDATEN翔
- 彩雲国物語
- 忍たま乱太郎
- おねがいマイメロディ
  - おねがいマイメロディ 〜くるくるシャッフル!〜
  - おねがいマイメロディ すっきり♪
  - おねがい♪マイメロディ きららっ★
- きらりん☆レボリューション
  - きらりん☆レボリューション STAGE3
- しゅごキャラ!
  - しゅごキャラ!!どきっ
  - しゅごキャラ!パーティー!
- ハヤテのごとく!
- たまごっち!シリーズ
  - たまごっち! ゆめキラドリーム
- プリティーリズム・オーロラドリーム
  - プリティーリズム・ディアマイフューチャー
  - プリティーリズム・レインボーライブ
- ダンボール戦機
  - ダンボール戦機W
  - ダンボール戦機WARS
- バトルスピリッツ 少年突破バシン
  - バトルスピリッツ 少年激覇ダン
  - バトルスピリッツ ブレイヴ
  - バトルスピリッツ 覇王
- 毎日かあさん
  - メタルファイト ベイブレード
  - メタルファイト ベイブレード 爆
  - メタルファイト ベイブレード 4D
  - メタルファイト ベイブレード ZEROG
- ベイブレードバースト
- 古代王者恐竜キング
- ジュエルペットシリーズ
  - ジュエルペット
  - ジュエルペット てぃんくる☆
  - ジュエルペット サンシャイン
  - ジュエルペット きら☆デコッ!
  - ジュエルペット スウィーツダンスプリンセス
  - ジュエルペット ハッピネス
  - レディ ジュエルペット
  - ジュエルペット マジカルチェンジ
- リルリルフェアリル
- 流星のロックマン
- GA 芸術科アートデザインクラス
- こばと。
- アイカツ!
- 超速変形ジャイロゼッター
- うちの3姉妹
- 銀河鉄道999
- Dr.スランプ アラレちゃん
- イナズマイレブン
- イナズマイレブンGO
- イナズマイレブン アレスの天秤
- イナズマイレブン オリオンの刻印
- BB戦士三国伝
- スティッチ!
- チェブラーシカ
- カードファイト!! ヴァンガードG
- オズマ
- 妖怪ウォッチ
- プリパラ
  - アイドルタイムプリパラ
- アルスラーン戦記
- ロック・リーの青春フルパワー忍伝
- 学園ベビーシッターズ
- 魔法陣グルグル
- おしりたんてい
- ゾイドワイルド
- 新幹線変形ロボ シンカリオン
- うちタマ?! 〜うちのタマ知りませんか?〜
- ミュークルドリーミー
- まめゴマ
- タイムトラベラー・ルーク（朝鮮語版）
- キラッとプリ☆チャン
- ワッチャプリマジ!

など
J2台
- 涼宮ハルヒの憂鬱
  - 涼宮ハルヒの憂鬱 2009
  - にょろーん ちゅるやさん
- DEATH NOTE
- 銀魂
- BLEACH（バウント篇まで）
- コードギアス 反逆のルルーシュ (R1&R2)
- けいおん!シリーズ
- NARUTO -ナルト-
- 黒執事
  - 黒執事 II
  - 黒執事 Book of Circus
  - 黒執事 Book of Murder
- 東京マグニチュード8.0
- ヴァンパイア騎士
  - ヴァンパイア騎士 Guilty
- 鋼の錬金術師 BROTHERHOOD
- ゲゲゲの鬼太郎（第5作）
- 東のエデン
- CANAAN
- NARUTO -ナルト- 疾風伝
- 会長はメイド様!
- WORKING!!
  - WORKING'!!
- FAIRY TAIL
- GOSICK -ゴシック-
- 日常
- 神様のメモ帳
- ドラゴンボール改
- TIGER & BUNNY
- 男子高校生の日常
- 青の祓魔師
- それでも町は廻っている
- 真マジンガー 衝撃! Z編
- ネットゴーストPIPOPA
- 蒼天の拳
- バクマン。
- スキップ・ビート!
- ソウルイーター
- クロスゲーム
- 銀河鉄道物語
- イタズラなKiss
- アウトブレイク・カンパニー 萌える侵略者
- ウィザード・バリスターズ 弁魔士セシル
- 犬とハサミは使いよう
- 銀河機攻隊 マジェスティックプリンス
- 銀の匙 Silver Spoon
- 探検ドリランド
  - 探検ドリランド -1000年の真宝-
- ドクタースランプ
- それいけ!アンパンマン
- Free!
  - Free!-Eternal Summer-
- はたらく魔王さま！
- 銀河へキックオフ!!
- サーバント×サービス
- HUNTER×HUNTER
- 翠星のガルガンティア
- アクセル・ワールド
- ソードアート・オンライン
  - ソードアート・オンラインII
- エリアの騎士
- うさぎドロップ
- 黒子のバスケ
- 探偵オペラ ミルキィホームズ
  - 探偵オペラ ミルキィホームズ 第2幕
- ジョジョの奇妙な冒険
- しゅご!!
- 弱虫ペダル
- 進撃の巨人
- ROBOTICS;NOTES
- 聖闘士星矢Ω
  - 聖闘士星矢 黄金魂 -soul of gold-
- 聖闘士星矢 セインティア翔
- 宇宙兄弟
- サムライフラメンコ
- ラブライブ!
- 普通の女子校生が【ろこどる】やってみた。
- 曇天に笑う
- ガリレイドンナ
- ダイヤのA
- キャプテン・アース
- バディ・コンプレックス
- 残響のテロル
- ノラガミ
- ハイキュー!!
- オオカミ少女と黒王子
- ヤマノススメ
- アルスラーン戦記
- ログ・ホライズン
- 響け!ユーフォニアム

など
児童台
- 仰天人間バトシーラー
- シスター・プリンセス
- BRIGADOON まりんとメラン
- DEAR BOYS
- ホイッスル!
- ANGELIC LAYER
- 冒険遊記プラスターワールド
- 祝！（ハピ☆ラキ）ビックリマン
- Zoobles!
- ガイストクラッシャー
- ベイビーステップ

明珠台
- エックスメン
- ウルヴァリン
- アイアンマン

### 自国独自のアニメ
- 老夫子魔界夢戰記
- 家燕媽媽
- 喜羊羊与灰太狼
- 象棋王
- 福娃奥运漫游记

...

### ニュース
- 香港早晨（翡翠台）
- 午間新聞（翡翠台）
- 普通話新聞報道（明珠台）
- 六點半新聞報道（翡翠台）
- News At 7:30（明珠台）
- 晚間新聞（翡翠台）
- News Roundup（明珠台）
- 天氣報告（翡翠台・明珠台）

...

### 情報・教養番組
- 新聞透視
- 交易現場
- 城市論壇
- 財經透視
- 賽馬直擊

...

### 音楽・バラエティ
- 勁歌金曲
- 無間音樂
- 歓楽今宵（翡翠台：1967年11月20日～1994年10月7日）
- 雙星報喜（ホイブラザーズ・ショウ）

...